# Interlands Ecuadoraans voetbalelftal 2000-2009
Deze pagina toont een chronologisch en gedetailleerd overzicht van de interlands die het Ecuadoraans voetbalelftal speelde in de periode 2000 – 2009. Gedurende deze periode plaatste de ploeg zich tweemaal voor de WK-eindronde: 2002 en 2006.

## Interlands

### 2000
|                                                     |                             |       |                   |                                                                                              |
| 12 januari Vriendschappelijk № — «onderlinge duels» | Iran                        | 2 – 1 | Ecuador           | Memorial Coliseum, Los Angeles Toeschouwers: 34.289 Scheidsrechter: Ricardo Valenzuela (USA) |
| 12 januari Vriendschappelijk № — «onderlinge duels» | Ali Daei 26' Ali Musavi 70' |       | 87' Fabián Cubero | Memorial Coliseum, Los Angeles Toeschouwers: 34.289 Scheidsrechter: Ricardo Valenzuela (USA) |

|                                                       |                    |       |                    | |
| 27 januari Vriendschappelijk № 283 «onderlinge duels» | Honduras           | 1 – 1 | Ecuador            | Estadio Olímpico Metropolitano, San Pedro Sula Toeschouwers: 12.000 Scheidsrechter: Evaristo Soriano (HON) |
| 27 januari Vriendschappelijk № 283 «onderlinge duels» | Jairo Martínez 43' |       | 10' Ariel Graziani | Estadio Olímpico Metropolitano, San Pedro Sula Toeschouwers: 12.000 Scheidsrechter: Evaristo Soriano (HON) |

|                                                    |                     |       |                                                                      | |
| 8 maart Vriendschappelijk № 284 «onderlinge duels» | Ecuador             | 1 – 3 | Honduras                                                             | Estadio de Liga Deportiva Universitaria, Quito Toeschouwers: 1.000 Scheidsrechter: Segundo Díaz (ECU) |
| 8 maart Vriendschappelijk № 284 «onderlinge duels» | Eduardo Hurtado 24' |       | 54' Juan Manuel Cárcamo 63' Juan Manuel Cárcamo 90' Wilmer Velásquez | Estadio de Liga Deportiva Universitaria, Quito Toeschouwers: 1.000 Scheidsrechter: Segundo Díaz (ECU) |

|                                                   |                                       |       |           | |
| 29 maart WK-kwalificatie № 285 «onderlinge duels» | Ecuador                               | 2 – 0 | Venezuela | Estadio de Liga Deportiva Universitaria, Quito Toeschouwers: 37.288 Scheidsrechter: Eduardo Gamboa (CHI) |
| 29 maart WK-kwalificatie № 285 «onderlinge duels» | Agustín Delgado 18' Álex Aguinaga 52' |       |           | Estadio de Liga Deportiva Universitaria, Quito Toeschouwers: 37.288 Scheidsrechter: Eduardo Gamboa (CHI) |

|                                                   |                                            |       |                                         |                                                                                          |
| 26 april WK-kwalificatie № 286 «onderlinge duels» | Brazilië                                   | 3 – 2 | Ecuador                                 | Estádio do Morumbi, São Paulo Toeschouwers: 64.738 Scheidsrechter: Henry Cervantes (COL) |
| 26 april WK-kwalificatie № 286 «onderlinge duels» | Rivaldo 18' Antonio Carlos 44' Rivaldo 52' |       | 12' Álex Aguinaga 76' Ulises de la Cruz | Estádio do Morumbi, São Paulo Toeschouwers: 64.738 Scheidsrechter: Henry Cervantes (COL) |

|                                                 |                                                      |       |                    | |
| 3 juni WK-kwalificatie № 287 «onderlinge duels» | Paraguay                                             | 3 – 1 | Ecuador            | Estadio Defensores del Chaco, Asunción Toeschouwers: 22.000 Scheidsrechter: Gustavo Gallesio (URU) |
| 3 juni WK-kwalificatie № 287 «onderlinge duels» | Delio Toledo 11' Hugo Brizuela 43' Hugo Brizuela 64' |       | 87' Ariel Graziani | Estadio Defensores del Chaco, Asunción Toeschouwers: 22.000 Scheidsrechter: Gustavo Gallesio (URU) |

|                                                    |                                                                                               |       |        |                                                                                        |
| 25 juni Vriendschappelijk № 288 «onderlinge duels» | Ecuador                                                                                       | 5 – 0 | Panama | Estadio Olímpico Atahualpa, Quito Toeschouwers: 2.000 Scheidsrechter: Luis Vasco (ECU) |
| 25 juni Vriendschappelijk № 288 «onderlinge duels» | Agustín Delgado 22' Iván Kaviedes 25' Agustín Delgado 34' Iván Kaviedes 44' Iván Kaviedes 55' |       |        | Estadio Olímpico Atahualpa, Quito Toeschouwers: 2.000 Scheidsrechter: Luis Vasco (ECU) |

|                                                  |                                      |       |                  |                                                                                           |
| 29 juni WK-kwalificatie № 289 «onderlinge duels» | Ecuador                              | 2 – 1 | Peru             | Estadio Olímpico Atahualpa, Quito Toeschouwers: 40.167 Scheidsrechter: Carlos Simon (BRA) |
| 29 juni WK-kwalificatie № 289 «onderlinge duels» | Cléber Chalá 14' Eduardo Hurtado 59' |       | 74' Iván Pajuelo | Estadio Olímpico Atahualpa, Quito Toeschouwers: 40.167 Scheidsrechter: Carlos Simon (BRA) |

|                                                  |                                     |       |         |                                                                                          |
| 19 juli WK-kwalificatie № 290 «onderlinge duels» | Argentinië                          | 2 – 0 | Ecuador | Estadio Monumental, Buenos Aires Toeschouwers: 44.199 Scheidsrechter: Daniel Bello (URU) |
| 19 juli WK-kwalificatie № 290 «onderlinge duels» | Hernán Crespo 24' Claudio López 51' |       |         | Estadio Monumental, Buenos Aires Toeschouwers: 44.199 Scheidsrechter: Daniel Bello (URU) |

|                                                  |         |       |          |                                                                                            |
| 25 juli WK-kwalificatie № 291 «onderlinge duels» | Ecuador | 0 – 0 | Colombia | Estadio Olímpico Atahualpa, Quito Toeschouwers: 37.617 Scheidsrechter: Ubaldo Aquino (PAR) |
| 25 juli WK-kwalificatie № 291 «onderlinge duels» |         |       |          | Estadio Olímpico Atahualpa, Quito Toeschouwers: 37.617 Scheidsrechter: Ubaldo Aquino (PAR) |

|                                                        |        |       |         |                                                                                             |
| 11 augustus Vriendschappelijk № 292 «onderlinge duels» | Panama | 0 – 0 | Ecuador | Estadio Rommel Fernández, Panama-Stad Toeschouwers: 2.000 Scheidsrechter: Carlos León (HON) |
| 11 augustus Vriendschappelijk № 292 «onderlinge duels» |        |       |         | Estadio Rommel Fernández, Panama-Stad Toeschouwers: 2.000 Scheidsrechter: Carlos León (HON) |

|                                                                |                                         |       |         | |
| 16 augustus WK-kwalificatie № 293 «onderlinge duels» 16:00 uur | Ecuador                                 | 2 – 0 | Bolivia | Estadio de Liga Deportiva Universitaria, Quito Toeschouwers: 25.000 Scheidsrechter: Luis Solórzano (VEN) |
| 16 augustus WK-kwalificatie № 293 «onderlinge duels» 16:00 uur | Agustín Delgado 17' Agustín Delgado 59' |       |         | Estadio de Liga Deportiva Universitaria, Quito Toeschouwers: 25.000 Scheidsrechter: Luis Solórzano (VEN) |

|                                                      |                                                                                |       |         |                                                                                           |
| 3 september WK-kwalificatie № 294 «onderlinge duels» | Uruguay                                                                        | 4 – 0 | Ecuador | Estadio Centenario, Montevideo Toeschouwers: 65.000 Scheidsrechter: Henry Cervantes (COL) |
| 3 september WK-kwalificatie № 294 «onderlinge duels» | Federico Magallanes 14' Darío Silva 37' Nicolás Olivera 50' Gabriel Cedrés 86' |       |         | Estadio Centenario, Montevideo Toeschouwers: 65.000 Scheidsrechter: Henry Cervantes (COL) |

|                                                         |                                           |       |         |                                                                                      |
| 20 september Vriendschappelijk № 295 «onderlinge duels» | Mexico                                    | 2 – 0 | Ecuador | Qualcomm Stadium, San Diego Toeschouwers: onbekend Scheidsrechter: Kevin Stott (USA) |
| 20 september Vriendschappelijk № 295 «onderlinge duels» | Jared Borgetti 10' Marco Antonio Ruíz 59' |       |         | Qualcomm Stadium, San Diego Toeschouwers: onbekend Scheidsrechter: Kevin Stott (USA) |

|                                                    |                     |       |       |                                                                                                  |
| 8 oktober WK-kwalificatie № 296 «onderlinge duels» | Ecuador             | 1 – 0 | Chili | Estadio Olímpico Atahualpa, Santiago Toeschouwers: 28.556 Scheidsrechter: John Toro Rendón (COL) |
| 8 oktober WK-kwalificatie № 296 «onderlinge duels» | Agustín Delgado 76' |       |       | Estadio Olímpico Atahualpa, Santiago Toeschouwers: 28.556 Scheidsrechter: John Toro Rendón (COL) |

|                                                      |                 |       |                                         |                                                                                                  |
| 15 november WK-kwalificatie № 297 «onderlinge duels» | Venezuela       | 1 – 2 | Ecuador                                 | Estadio José Pachencho Romero, Maracaibo Toeschouwers: 6.500 Scheidsrechter: Edgardo Lecca (PER) |
| 15 november WK-kwalificatie № 297 «onderlinge duels» | Juan Arango 66' |       | 3' Iván Kaviedes 23' Wellington Sánchez | Estadio José Pachencho Romero, Maracaibo Toeschouwers: 6.500 Scheidsrechter: Edgardo Lecca (PER) |

### 2001
|                                                             |                     |       |          |                                                                                           |
| 28 maart WK-kwalificatie № 298 «onderlinge duels» 15:00 uur | Ecuador             | 1 – 0 | Brazilië | Estadio Olimpico Atahualpa, Quito Toeschouwers: 40.800 Scheidsrechter: Felipe Ramos (MEX) |
| 28 maart WK-kwalificatie № 298 «onderlinge duels» 15:00 uur | Agustín Delgado 49' |       |          | Estadio Olimpico Atahualpa, Quito Toeschouwers: 40.800 Scheidsrechter: Felipe Ramos (MEX) |

|                                                             |                                         |       |                  |                                                                                            |
| 24 april WK-kwalificatie № 299 «onderlinge duels» 16:00 uur | Ecuador                                 | 2 – 1 | Paraguay         | Estadio Olimpico Atahualpa, Quito Toeschouwers: 30.145 Scheidsrechter: Ángel Sánchez (ARG) |
| 24 april WK-kwalificatie № 299 «onderlinge duels» 16:00 uur | Agustín Delgado 45' Agustín Delgado 53' |       | 27' José Cardozo | Estadio Olimpico Atahualpa, Quito Toeschouwers: 30.145 Scheidsrechter: Ángel Sánchez (ARG) |

|                                                           |                    |       |                                       |                                                                                      |
| 2 juni WK-kwalificatie № 300 «onderlinge duels» 16:00 uur | Peru               | 1 – 2 | Ecuador                               | Estadio Monumental, Lima Toeschouwers: 54.236 Scheidsrechter: Antonio Marruffo (MEX) |
| 2 juni WK-kwalificatie № 300 «onderlinge duels» 16:00 uur | Claudio Pizarro 2' |       | 12' Edison Méndez 90' Agustín Delgado | Estadio Monumental, Lima Toeschouwers: 54.236 Scheidsrechter: Antonio Marruffo (MEX) |

|                                                   |                  |       |         |                                                                                        |
| 7 juni Vriendschappelijk № 301 «onderlinge duels» | Verenigde Staten | 0 – 0 | Ecuador | Columbus Crew Stadium, Columbus Toeschouwers: 12.572 Scheidsrechter: José Farias (CAN) |
| 7 juni Vriendschappelijk № 301 «onderlinge duels» |                  |       |         | Columbus Crew Stadium, Columbus Toeschouwers: 12.572 Scheidsrechter: José Farias (CAN) |

|                                                   |             |                  |         |                                                                                 |
| 2 juli Vriendschappelijk № 302 «onderlinge duels» | El Salvador | 0 – 1            | Ecuador | Giants Stadium, East Rutherford Toeschouwers: onbekend Scheidsrechter: onbekend |
| 2 juli Vriendschappelijk № 302 «onderlinge duels» |             | 87' Cléber Chalá |         | Giants Stadium, East Rutherford Toeschouwers: onbekend Scheidsrechter: onbekend |

|                                                   |                   |       |                  |                                                                             |
| 7 juli Vriendschappelijk № 303 «onderlinge duels» | Honduras          | 1 – 1 | Ecuador          | Orange Bowl, Miami Toeschouwers: 10.000 Scheidsrechter: Richard Green (USA) |
| 7 juli Vriendschappelijk № 303 «onderlinge duels» | Saúl Martínez 47' |       | 90' Cléber Chalá | Orange Bowl, Miami Toeschouwers: 10.000 Scheidsrechter: Richard Green (USA) |

| Copa América |
| ------------ |

|                                                       |                  |       |                                                                                         |                                                                                            |
| 11 juli Copa América Groep A № 304 «onderlinge duels» | Ecuador          | 1 – 4 | Chili                                                                                   | Estadio Metropolitano, Barranquilla Toeschouwers: 40.000 Scheidsrechter: René Ortubé (BOL) |
| 11 juli Copa América Groep A № 304 «onderlinge duels» | Cléber Chalá 53' |       | 29' Reinaldo Navia 73' Cristián Montecinos 85' Marcelo Corrales 90' Cristián Montecinos | Estadio Metropolitano, Barranquilla Toeschouwers: 40.000 Scheidsrechter: René Ortubé (BOL) |

|                                                       |                        |       |         |                                                                                              |
| 14 juli Copa América Groep A № 305 «onderlinge duels» | Colombia               | 1 – 0 | Ecuador | Estadio Metropolitano, Barranquilla Toeschouwers: 30.000 Scheidsrechter: Ubaldo Aquino (PAR) |
| 14 juli Copa América Groep A № 305 «onderlinge duels» | Víctor Aristizábal 29' |       |         | Estadio Metropolitano, Barranquilla Toeschouwers: 30.000 Scheidsrechter: Ubaldo Aquino (PAR) |

|                                                                 |                                                                               |       |           |                                                                                                 |
| 17 juli Copa América Groep A № 306 «onderlinge duels» 18:30 uur | Ecuador                                                                       | 4 – 0 | Venezuela | Estadio Metropolitano, Barranquilla Toeschouwers: 20.000 Scheidsrechter: Gilberto Hidalgo (PER) |
| 17 juli Copa América Groep A № 306 «onderlinge duels» 18:30 uur | Agustín Delgado 19' Ángel Fernández 29' Edison Méndez 60' Agustín Delgado 63' |       |           | Estadio Metropolitano, Barranquilla Toeschouwers: 20.000 Scheidsrechter: Gilberto Hidalgo (PER) |

|  |  |  |  |  |  |  |  |  |

|                                                      |         |                                                   |            |                                                                                              |
| 15 augustus WK-kwalificatie № 307 «onderlinge duels» | Ecuador | 0 – 2                                             | Argentinië | Estadio Olimpico Atahualpa, Quito Toeschouwers: 38.156 Scheidsrechter: Stefano Braschi (ITA) |
| 15 augustus WK-kwalificatie № 307 «onderlinge duels» |         | 19' Juan Sebastián Verón 34' (pen.) Hernán Crespo |            | Estadio Olimpico Atahualpa, Quito Toeschouwers: 38.156 Scheidsrechter: Stefano Braschi (ITA) |

|                                                      |          |       |         |                                                                                       |
| 5 september WK-kwalificatie № 308 «onderlinge duels» | Colombia | 0 – 0 | Ecuador | Estadio El Campín, Bogotá Toeschouwers: 30.000 Scheidsrechter: Youssuf Al Aqily (KSA) |
| 5 september WK-kwalificatie № 308 «onderlinge duels» |          |       |         | Estadio El Campín, Bogotá Toeschouwers: 30.000 Scheidsrechter: Youssuf Al Aqily (KSA) |

|                                                    |                     |       |                                                                                                |                                                                                        |
| 6 oktober WK-kwalificatie № 309 «onderlinge duels» | Bolivia             | 1 – 5 | Ecuador                                                                                        | Estadio Hernando Siles, La Paz Toeschouwers: 8.000 Scheidsrechter: Ángel Sánchez (ARG) |
| 6 oktober WK-kwalificatie № 309 «onderlinge duels» | Gonzalo Galindo 60' |       | 12' Ulises de la Cruz 22' Agustín Delgado 57' Iván Kaviedes 89' Ángel Fernández 90' Luis Gómez | Estadio Hernando Siles, La Paz Toeschouwers: 8.000 Scheidsrechter: Ángel Sánchez (ARG) |

|                                                     |                   |       |                            |                                                                                           |
| 7 november WK-kwalificatie № 310 «onderlinge duels» | Ecuador           | 1 – 1 | Uruguay                    | Estadio Olimpico Atahualpa, Quito Toeschouwers: 45.000 Scheidsrechter: Felipe Ramos (MEX) |
| 7 november WK-kwalificatie № 310 «onderlinge duels» | Iván Kaviedes 73' |       | 44' (pen.) Nicolás Olivera | Estadio Olimpico Atahualpa, Quito Toeschouwers: 45.000 Scheidsrechter: Felipe Ramos (MEX) |

|                                                      |       |       |         |                                                                                            |
| 14 november WK-kwalificatie № 311 «onderlinge duels» | Chili | 0 – 0 | Ecuador | Estadio Nacional, Santiago Toeschouwers: 19.237 Scheidsrechter: Juan Carlos Paniagua (BOL) |
| 14 november WK-kwalificatie № 311 «onderlinge duels» |       |       |         | Estadio Nacional, Santiago Toeschouwers: 19.237 Scheidsrechter: Juan Carlos Paniagua (BOL) |

### 2002
|                                                       |                  |       |           |                                                                                         |
| 12 januari Vriendschappelijk № 312 «onderlinge duels» | Ecuador          | 1 – 0 | Guatemala | Estadio Monumental, Guayaquil Toeschouwers: 45.000 Scheidsrechter: Roger Zambrano (ECU) |
| 12 januari Vriendschappelijk № 312 «onderlinge duels» | Iván Hurtado 83' |       |           | Estadio Monumental, Guayaquil Toeschouwers: 45.000 Scheidsrechter: Roger Zambrano (ECU) |

| CONCACAF Gold Cup |
| ----------------- |

|                                                               |         |                                            |       |                                                                             |
| 19 januari CONCACAF Gold Cup Groep D № 313 «onderlinge duels» | Ecuador | 0 – 2                                      | Haïti | Orange Bowl, Miami Toeschouwers: 12.253 Scheidsrechter: Carlos Batres (GUA) |
| 19 januari CONCACAF Gold Cup Groep D № 313 «onderlinge duels» |         | 6' (e.d.) Edison Méndez 44' Charles Alerte |       | Orange Bowl, Miami Toeschouwers: 12.253 Scheidsrechter: Carlos Batres (GUA) |

|                                                               |                                              |       |        |                                                                         |
| 21 januari CONCACAF Gold Cup Groep D № 314 «onderlinge duels» | Ecuador                                      | 2 – 0 | Canada | Orange Bowl, Miami Toeschouwers: 3.827 Scheidsrechter: Brian Hall (USA) |
| 21 januari CONCACAF Gold Cup Groep D № 314 «onderlinge duels» | Álex Aguinaga 88' Álex Aguinaga 90+4' (pen.) |       |        | Orange Bowl, Miami Toeschouwers: 3.827 Scheidsrechter: Brian Hall (USA) |

|  |  |  |  |  |  |  |  |  |

|                                                        |         |                    |         |                                                                                    |
| 12 februari Vriendschappelijk № 315 «onderlinge duels» | Turkije | 0 – 1              | Ecuador | Fuji Film Stadion, Breda Toeschouwers: 6.000 Scheidsrechter: Jack van Hulten (NED) |
| 12 februari Vriendschappelijk № 315 «onderlinge duels» |         | 65' Carlos Tenorio |         | Fuji Film Stadion, Breda Toeschouwers: 6.000 Scheidsrechter: Jack van Hulten (NED) |

|                                                     |                  |       |         |                                                                                     |
| 10 maart Vriendschappelijk № 316 «onderlinge duels» | Verenigde Staten | 1 – 0 | Ecuador | Legion Field, Birmingham Toeschouwers: 24.133 Scheidsrechter: Rodolfo Sibrian (ESA) |
| 10 maart Vriendschappelijk № 316 «onderlinge duels» | Eddie Lewis 21'  |       |         | Legion Field, Birmingham Toeschouwers: 24.133 Scheidsrechter: Rodolfo Sibrian (ESA) |

|                                                     |                                                        |       |           |                                                                                            |
| 27 maart Vriendschappelijk № 317 «onderlinge duels» | Ecuador                                                | 3 – 0 | Bulgarije | Giants Stadium, East Rutherford Toeschouwers: 45.511 Scheidsrechter: Michael Kennedy (USA) |
| 27 maart Vriendschappelijk № 317 «onderlinge duels» | Iván Kaviedes 24' Carlos Tenorio 51' Iván Kaviedes 82' |       |           | Giants Stadium, East Rutherford Toeschouwers: 45.511 Scheidsrechter: Michael Kennedy (USA) |

|                                                     |             |       |         |                                                                                              |
| 17 april Vriendschappelijk № 318 «onderlinge duels» | Zuid-Afrika | 0 – 0 | Ecuador | Estadio de La Condomina, Murcia Toeschouwers: 7.500 Scheidsrechter: Rodríguez Santiago (ESP) |
| 17 april Vriendschappelijk № 318 «onderlinge duels» |             |       |         | Estadio de La Condomina, Murcia Toeschouwers: 7.500 Scheidsrechter: Rodríguez Santiago (ESP) |

|                                                  |                     |       |             |                                                                                         |
| 8 mei Vriendschappelijk № 319 «onderlinge duels» | Ecuador             | 1 – 0 | Joegoslavië | Giants Stadium, East Rutherford Toeschouwers: 36.540 Scheidsrechter: Richard Gray (USA) |
| 8 mei Vriendschappelijk № 319 «onderlinge duels» | Agustín Delgado 69' |       |             | Giants Stadium, East Rutherford Toeschouwers: 36.540 Scheidsrechter: Richard Gray (USA) |

|                                                   |                         |       |         |                                                                                              |
| 23 mei Vriendschappelijk № 320 «onderlinge duels» | Senegal                 | 1 – 0 | Ecuador | Tottori Soccer Stadium, Tottori Toeschouwers: 8.533 Scheidsrechter: Kazuhiko Matsumura (JPN) |
| 23 mei Vriendschappelijk № 320 «onderlinge duels» | Raúl Guerrón 69' (e.d.) |       |         | Tottori Soccer Stadium, Tottori Toeschouwers: 8.533 Scheidsrechter: Kazuhiko Matsumura (JPN) |

| WK-eindronde |
| ------------ |

|                                                                |                                        |           |         |                                                                             |
| 3 juni WK-eindronde Groep G № 321 «onderlinge duels» 20:30 uur | Italië                                 | 2 – 0     | Ecuador | Sapporo Dome, Sapporo Toeschouwers: 31.081 Scheidsrechter: Brian Hall (USA) |
| 3 juni WK-eindronde Groep G № 321 «onderlinge duels» 20:30 uur | Christian Vieri 7' Christian Vieri 27' | (details) |         | Sapporo Dome, Sapporo Toeschouwers: 31.081 Scheidsrechter: Brian Hall (USA) |

|                                                                |                                        |           |                    |                                                                              |
| 9 juni WK-eindronde Groep G № 322 «onderlinge duels» 15:30 uur | Mexico                                 | 2 – 1     | Ecuador            | Miyagi Stadium, Rifu Toeschouwers: 45.610 Scheidsrechter: Mourad Daami (TUN) |
| 9 juni WK-eindronde Groep G № 322 «onderlinge duels» 15:30 uur | Jared Borgetti 28' Gerardo Torrado 57' | (details) | 5' Agustín Delgado | Miyagi Stadium, Rifu Toeschouwers: 45.610 Scheidsrechter: Mourad Daami (TUN) |

|                                                                 |                   |           |         | |
| 13 juni WK-eindronde Groep G № 323 «onderlinge duels» 20:30 uur | Ecuador           | 1 – 0     | Kroatië | International Stadium Yokohoma, Yokohoma Toeschouwers: 65.862 Scheidsrechter: William Mattus (CRC) |
| 13 juni WK-eindronde Groep G № 323 «onderlinge duels» 20:30 uur | Edison Méndez 48' | (details) |         | International Stadium Yokohoma, Yokohoma Toeschouwers: 65.862 Scheidsrechter: William Mattus (CRC) |

|  |  |  |  |  |  |  |  |  |

|                                                       |                  |       |                    |                                                                                              |
| 16 oktober Vriendschappelijk № 324 «onderlinge duels» | Costa Rica       | 1 – 1 | Ecuador            | Estadio Ricardo Saprissa, San José Toeschouwers: 8.000 Scheidsrechter: Rodrigo Badilla (CRC) |
| 16 oktober Vriendschappelijk № 324 «onderlinge duels» | Steven Bryce 53' |       | 82' Carlos Tenorio | Estadio Ricardo Saprissa, San José Toeschouwers: 8.000 Scheidsrechter: Rodrigo Badilla (CRC) |

|                                                       |                                         |       |         |                                                                                    |
| 20 oktober Vriendschappelijk № 325 «onderlinge duels» | Venezuela                               | 2 – 0 | Ecuador | Estadio Olímpico, Caracas Toeschouwers: 30.000 Scheidsrechter: Gustavo Brand (VEN) |
| 20 oktober Vriendschappelijk № 325 «onderlinge duels» | José Manuel Rey 29' Wilfredo Moreno 81' |       |         | Estadio Olímpico, Caracas Toeschouwers: 30.000 Scheidsrechter: Gustavo Brand (VEN) |

|                                                        |                                            |       |                                      |                                                                                          |
| 20 november Vriendschappelijk № 326 «onderlinge duels» | Ecuador                                    | 2 – 2 | Costa Rica                           | Estadio Olimpico Atahualpa, Quito Toeschouwers: 35.000 Scheidsrechter: Pedro Ramos (ECU) |
| 20 november Vriendschappelijk № 326 «onderlinge duels» | Álex Aguinaga 75' (pen.) Iván Kaviedes 85' |       | 29' Pablo Chinchilla 45' Andy Herrón | Estadio Olimpico Atahualpa, Quito Toeschouwers: 35.000 Scheidsrechter: Pedro Ramos (ECU) |

### 2003
|                                                       |                         |       |         |                                                                                  |
| 9 februari Vriendschappelijk № 327 «onderlinge duels» | Ecuador                 | 1 – 0 | Estland | Estadio Modelo, Guayaquil Toeschouwers: 12.000 Scheidsrechter: Pedro Ramos (ECU) |
| 9 februari Vriendschappelijk № 327 «onderlinge duels» | Iván Hurtado 90' (pen.) |       |         | Estadio Modelo, Guayaquil Toeschouwers: 12.000 Scheidsrechter: Pedro Ramos (ECU) |

|                                                        |                                       |       |                          |                                                                                          |
| 12 februari Vriendschappelijk № 328 «onderlinge duels» | Ecuador                               | 2 – 1 | Estland                  | Estadio Olímpico Atahualpa, Quito Toeschouwers: 3.000 Scheidsrechter: Byron Moreno (ECU) |
| 12 februari Vriendschappelijk № 328 «onderlinge duels» | Jhonny Baldeón 24' Jhonny Baldeón 48' |       | 68' Vjatšeslav Zahovaiko | Estadio Olímpico Atahualpa, Quito Toeschouwers: 3.000 Scheidsrechter: Byron Moreno (ECU) |

|                                                     |                                                                                        |       |         |                                                                                                 |
| 30 april Vriendschappelijk № 329 «onderlinge duels» | Spanje                                                                                 | 4 – 0 | Ecuador | Estadio Vicente Calderón, Madrid Toeschouwers: 45.000 Scheidsrechter: Sergo Kvaratskhelia (GEO) |
| 30 april Vriendschappelijk № 329 «onderlinge duels» | Xavi de Pedro 15' Fernando Morientes 21' Fernando Morientes 23' Fernando Morientes 64' |       |         | Estadio Vicente Calderón, Madrid Toeschouwers: 45.000 Scheidsrechter: Sergo Kvaratskhelia (GEO) |

|                                                   |          |       |         |                                                                                            |
| 8 juni Vriendschappelijk № 330 «onderlinge duels» | Colombia | 0 – 0 | Ecuador | Estadio Vicente Calderón, Madrid Toeschouwers: 6.000 Scheidsrechter: Antonio Rubinos (ESP) |
| 8 juni Vriendschappelijk № 330 «onderlinge duels» |          |       |         | Estadio Vicente Calderón, Madrid Toeschouwers: 6.000 Scheidsrechter: Antonio Rubinos (ESP) |

|                                                    |                                         |       |                                      |                                                                                       |
| 11 juni Vriendschappelijk № 331 «onderlinge duels» | Ecuador                                 | 2 – 2 | Peru                                 | Giants Stadium, East Rutherford Toeschouwers: 7.000 Scheidsrechter: Kevin Terry (USA) |
| 11 juni Vriendschappelijk № 331 «onderlinge duels» | Otilino Tenorio 27' Otilino Tenorio 74' |       | 42' Roberto Silva 52' Andrés Mendoza | Giants Stadium, East Rutherford Toeschouwers: 7.000 Scheidsrechter: Kevin Terry (USA) |

|                                                                  |                                     |       |           |                                                                                    |
| 20 augustus Vriendschappelijk № 332 «onderlinge duels» 19:30 uur | Ecuador                             | 2 – 0 | Guatemala | Estadio Bellavista, Ambato Toeschouwers: 25.023 Scheidsrechter: Segundo Díaz (ECU) |
| 20 augustus Vriendschappelijk № 332 «onderlinge duels» 19:30 uur | Johnny Baldeón 6' Álex Aguinaga 50' |       |           | Estadio Bellavista, Ambato Toeschouwers: 25.023 Scheidsrechter: Segundo Díaz (ECU) |

|                                                                |                                         |       |           |                                                                                           |
| 6 september WK-kwalificatie № 333 «onderlinge duels» 16:00 uur | Ecuador                                 | 2 – 0 | Venezuela | Estadio Olímpico Atahualpa, Quito Toeschouwers: 14.997 Scheidsrechter: Rubén Selman (CHI) |
| 6 september WK-kwalificatie № 333 «onderlinge duels» 16:00 uur | Giovanni Espinoza 6' Carlos Tenorio 67' |       |           | Estadio Olímpico Atahualpa, Quito Toeschouwers: 14.997 Scheidsrechter: Rubén Selman (CHI) |

|                                                                 |                |       |         |                                                                                        |
| 10 september WK-kwalificatie № 334 «onderlinge duels» 20:45 uur | Brazilië       | 1 – 0 | Ecuador | Estádio Vivaldo Lima, Manaus Toeschouwers: 36.601 Scheidsrechter: Luis Solorzano (VEN) |
| 10 september WK-kwalificatie № 334 «onderlinge duels» 20:45 uur | Ronaldinho 13' |       |         | Estádio Vivaldo Lima, Manaus Toeschouwers: 36.601 Scheidsrechter: Luis Solorzano (VEN) |

|                                                                |                                       |       |                   | |
| 15 november WK-kwalificatie № 335 «onderlinge duels» 19:20 uur | Paraguay                              | 2 – 1 | Ecuador           | Estadio Defensores del Chaco, Asunción Toeschouwers: 12.000 Scheidsrechter: Juan Carlos Paniagua (BOL) |
| 15 november WK-kwalificatie № 335 «onderlinge duels» 19:20 uur | Roque Santa Cruz 29' José Cardozo 70' |       | 58' Edison Méndez | Estadio Defensores del Chaco, Asunción Toeschouwers: 12.000 Scheidsrechter: Juan Carlos Paniagua (BOL) |

|                                                                |         |       |      |                                                                                                |
| 19 november WK-kwalificatie № 336 «onderlinge duels» 17:00 uur | Ecuador | 0 – 0 | Peru | Estadio Olímpico Atahualpa, Quito Toeschouwers: 34.361 Scheidsrechter: Epifanio González (PAR) |
| 19 november WK-kwalificatie № 336 «onderlinge duels» 17:00 uur |         |       |      | Estadio Olímpico Atahualpa, Quito Toeschouwers: 34.361 Scheidsrechter: Epifanio González (PAR) |

### 2004
|                                                     |                                          |       |                          | |
| 10 maart Vriendschappelijk № 337 «onderlinge duels» | Mexico                                   | 2 – 1 | Ecuador                  | Estadio Víctor Manuel Reyna, Tuxtla Gutiérrez Toeschouwers: onbekend Scheidsrechter: Carlos Batres (GUA) |
| 10 maart Vriendschappelijk № 337 «onderlinge duels» | Diego Martínez 17' (pen.) Omar Bravo 30' |       | 57' (pen.) Edison Méndez | Estadio Víctor Manuel Reyna, Tuxtla Gutiérrez Toeschouwers: onbekend Scheidsrechter: Carlos Batres (GUA) |

|                                                             |                   |       |         |                                                                                            |
| 30 maart WK-kwalificatie № 338 «onderlinge duels» 20:30 uur | Argentinië        | 1 – 0 | Ecuador | Estadio Monumental, Buenos Aires Toeschouwers: 55.000 Scheidsrechter: Martín Vázquez (URU) |
| 30 maart WK-kwalificatie № 338 «onderlinge duels» 20:30 uur | Hernán Crespo 60' |       |         | Estadio Monumental, Buenos Aires Toeschouwers: 55.000 Scheidsrechter: Martín Vázquez (URU) |

|                                                     |                  |       |                    |                                                                                           |
| 28 april Vriendschappelijk № 339 «onderlinge duels» | Honduras         | 1 – 1 | Ecuador            | Lockhart Stadium, Fort Lauderdale Toeschouwers: onbekend Scheidsrechter: Ali Saheli (USA) |
| 28 april Vriendschappelijk № 339 «onderlinge duels» | Carlos Pavón 31' |       | 82' Evelio Ordoñez | Lockhart Stadium, Fort Lauderdale Toeschouwers: onbekend Scheidsrechter: Ali Saheli (USA) |

|                                                           |                                       |       |                    |                                                                                              |
| 2 juni WK-kwalificatie № 340 «onderlinge duels» 16:00 uur | Ecuador                               | 2 – 1 | Colombia           | Estadio Olímpico Atahualpa, Quito Toeschouwers: 31.484 Scheidsrechter: Héctor Baldassi (ARG) |
| 2 juni WK-kwalificatie № 340 «onderlinge duels» 16:00 uur | Agustín Delgado 3' Franklin Salas 66' |       | 57' Frankie Oviedo | Estadio Olímpico Atahualpa, Quito Toeschouwers: 31.484 Scheidsrechter: Héctor Baldassi (ARG) |

|                                                           |                                                                   |       |                                                 |                                                                                            |
| 5 juni WK-kwalificatie № 341 «onderlinge duels» 16:00 uur | Ecuador                                                           | 3 – 2 | Bolivia                                         | Estadio Olímpico Atahualpa, Quito Toeschouwers: 30.020 Scheidsrechter: Gustavo Brand (VEN) |
| 5 juni WK-kwalificatie № 341 «onderlinge duels» 16:00 uur | Herman Soliz 27' (e.d.) Agustín Delgado 32' Ulises de la Cruz 38' |       | 57' Limberg Gutiérrez 74' José Alfredo Castillo | Estadio Olímpico Atahualpa, Quito Toeschouwers: 30.020 Scheidsrechter: Gustavo Brand (VEN) |

| Copa América |
| ------------ |

|                                                      | |       |                     |                                                                                            |
| 7 juli Copa América Groep B № 342 «onderlinge duels» | Argentinië | 6 – 1 | Ecuador             | Estadio Elias Aguirre, Chiclayo Toeschouwers: 24.000 Scheidsrechter: Carlos Amarilla (PAR) |
| 7 juli Copa América Groep B № 342 «onderlinge duels» | Kily González 5' (pen.) Javier Saviola 64' Javier Saviola 75' Javier Saviola 79' Andrés D'Alessandro 84' Lucho González 90' |       | 62' Agustín Delgado | Estadio Elias Aguirre, Chiclayo Toeschouwers: 24.000 Scheidsrechter: Carlos Amarilla (PAR) |

|                                                       |                                   |       |                    |                                                                                          |
| 10 juli Copa América Groep B № 343 «onderlinge duels» | Uruguay                           | 2 – 1 | Ecuador            | Estadio Elias Aguirre, Chiclayo Toeschouwers: 25.000 Scheidsrechter: Gustavo Brand (VEN) |
| 10 juli Copa América Groep B № 343 «onderlinge duels» | Diego Forlán 61' Carlos Bueno 78' |       | 73' Franklin Salas | Estadio Elias Aguirre, Chiclayo Toeschouwers: 25.000 Scheidsrechter: Gustavo Brand (VEN) |

|                                                       |                                                  |       |                     |                                                                                     |
| 13 juli Copa América Groep B № 344 «onderlinge duels» | Mexico                                           | 2 – 1 | Ecuador             | Estadio Miguel Grau, Piura Toeschouwers: 25.000 Scheidsrechter: Eduardo Lecca (PER) |
| 13 juli Copa América Groep B № 344 «onderlinge duels» | Héctor Altamirano 23' (pen.) Adolfo Bautista 42' |       | 71' Agustín Delgado | Estadio Miguel Grau, Piura Toeschouwers: 25.000 Scheidsrechter: Eduardo Lecca (PER) |

|  |  |  |  |  |  |  |  |  |

|                                                                |                  |       |         |                                                                                            |
| 5 september WK-kwalificatie № 345 «onderlinge duels» 15:15 uur | Uruguay          | 1 – 0 | Ecuador | Estadio Centenario, Montevideo Toeschouwers: 28.000 Scheidsrechter: Gilberto Hidalgo (PER) |
| 5 september WK-kwalificatie № 345 «onderlinge duels» 15:15 uur | Carlos Bueno 57' |       |         | Estadio Centenario, Montevideo Toeschouwers: 28.000 Scheidsrechter: Gilberto Hidalgo (PER) |

|                                                               |                                     |       |       |                                                                                          |
| 10 oktober WK-kwalificatie № 346 «onderlinge duels» 17:00 uur | Ecuador                             | 2 – 0 | Chili | Estadio Olímpico Atahualpa, Quito Toeschouwers: 27.956 Scheidsrechter: René Ortubé (BOL) |
| 10 oktober WK-kwalificatie № 346 «onderlinge duels» 17:00 uur | Iván Kaviedes 49' Edison Méndez 64' |       |       | Estadio Olímpico Atahualpa, Quito Toeschouwers: 27.956 Scheidsrechter: René Ortubé (BOL) |

|                                                               |                                                                 |       |                         |                                                                                               |
| 14 oktober WK-kwalificatie № 347 «onderlinge duels» 19:00 uur | Venezuela                                                       | 3 – 1 | Ecuador                 | Estadio Polideportivo, San Cristóbal Toeschouwers: 13.800 Scheidsrechter: Eduardo Lecca (PER) |
| 14 oktober WK-kwalificatie № 347 «onderlinge duels» 19:00 uur | Gabriel Urdaneta 20' (pen.) Ruberth Morán 72' Ruberth Morán 80' |       | 41' (pen.) Marlon Ayoví | Estadio Polideportivo, San Cristóbal Toeschouwers: 13.800 Scheidsrechter: Eduardo Lecca (PER) |

|                                            |                                                                  |       |         |                                                                                    |
| 20 oktober LG Cup № 348 «onderlinge duels» | Jordanië                                                         | 3 – 0 | Ecuador | 11 Juni Stadion, Tripoli Toeschouwers: onbekend Scheidsrechter: Jamal Ambaya (LBY) |
| 20 oktober LG Cup № 348 «onderlinge duels» | Khaled Al-Maltah 45+1' Mahmoud Shelbayeh 53' Faisal Suleiman 69' |       |         | 11 Juni Stadion, Tripoli Toeschouwers: onbekend Scheidsrechter: Jamal Ambaya (LBY) |

|                                            |                                 |       |                               |                                                                          |
| 22 oktober LG Cup № 349 «onderlinge duels» | Ecuador                         | 2 – 2 | Nigeria                       | 11 Juni Stadion, Tripoli Toeschouwers: onbekend Scheidsrechter: onbekend |
| 22 oktober LG Cup № 349 «onderlinge duels» | Marlon Ayoví Augusto Porozo 65' |       | Kola Ademola 78' Victor Ezeji | 11 Juni Stadion, Tripoli Toeschouwers: onbekend Scheidsrechter: onbekend |

|                                            |                                             |       |                 |                                                                                        |
| 27 oktober LG Cup № 350 «onderlinge duels» | Mexico                                      | 2 – 1 | Ecuador         | Giants Stadium, East Rutherford Toeschouwers: onbekend Scheidsrechter: Alex Prus (USA) |
| 27 oktober LG Cup № 350 «onderlinge duels» | Francisco Fonseca 42' Francisco Fonseca 47' |       | 80' Renán Calle | Giants Stadium, East Rutherford Toeschouwers: onbekend Scheidsrechter: Alex Prus (USA) |

|                                                                |                   |       |          |                                                                                         |
| 17 november WK-kwalificatie № 351 «onderlinge duels» 16:00 uur | Ecuador           | 1 – 0 | Brazilië | Estadio Olímpico Atahualpa, Quito Toeschouwers: 38.308 Scheidsrechter: Óscar Ruiz (COL) |
| 17 november WK-kwalificatie № 351 «onderlinge duels» 16:00 uur | Edison Méndez 77' |       |          | Estadio Olímpico Atahualpa, Quito Toeschouwers: 38.308 Scheidsrechter: Óscar Ruiz (COL) |

### 2005
|                                                       |                                           |       |        |                                                                                 |
| 26 januari Vriendschappelijk № 352 «onderlinge duels» | Ecuador                                   | 2 – 0 | Panama | Estadio Bellavista, Ambato Toeschouwers: 5.000 Scheidsrechter: Luis Vasco (ECU) |
| 26 januari Vriendschappelijk № 352 «onderlinge duels» | Otilino Tenorio 88' Otilino Tenorio 90+1' |       |        | Estadio Bellavista, Ambato Toeschouwers: 5.000 Scheidsrechter: Luis Vasco (ECU) |

|                                                       |                                       |       |        |                                                                                                   |
| 29 januari Vriendschappelijk № 353 «onderlinge duels» | Ecuador                               | 2 – 0 | Panama | Estadio Estadio Rafael Vera Yépez, Babahoyo Toeschouwers: 6.000 Scheidsrechter: Pedro Ramos (ECU) |
| 29 januari Vriendschappelijk № 353 «onderlinge duels» | Iván Kaviedes 45' Otilino Tenorio 56' |       |        | Estadio Estadio Rafael Vera Yépez, Babahoyo Toeschouwers: 6.000 Scheidsrechter: Pedro Ramos (ECU) |

|                                                       |                                                              |       |         |                                                                                           |
| 9 februari Vriendschappelijk № 354 «onderlinge duels» | Chili                                                        | 3 – 0 | Ecuador | Estadio Sausalito, Viña del Mar Toeschouwers: 15.000 Scheidsrechter: Gabriel Favale (ARG) |
| 9 februari Vriendschappelijk № 354 «onderlinge duels» | Claudio Maldonado 25' Mark González 35' Mauricio Pinilla 83' |       |         | Estadio Sausalito, Viña del Mar Toeschouwers: 15.000 Scheidsrechter: Gabriel Favale (ARG) |

|                                                        |                 |       |                                          |                                                                                                  |
| 16 februari Vriendschappelijk № 355 «onderlinge duels» | Costa Rica      | 1 – 2 | Ecuador                                  | Estadio Eladio Rosabal Cordero, Heredia Toeschouwers: onbekend Scheidsrechter: Edgar Durán (CRC) |
| 16 februari Vriendschappelijk № 355 «onderlinge duels» | Ever Alfaro 46' |       | 61' (pen.) Marlon Ayoví 87' Jorge Guagua | Estadio Eladio Rosabal Cordero, Heredia Toeschouwers: onbekend Scheidsrechter: Edgar Durán (CRC) |

|                                                             |                                                                                                 |       |                                             |                                                                                             |
| 27 maart WK-kwalificatie № 356 «onderlinge duels» 15:00 uur | Ecuador                                                                                         | 5 – 2 | Paraguay                                    | Estadio Olímpico Atahualpa, Quito Toeschouwers: 32.449 Scheidsrechter: Gustavo Méndez (URU) |
| 27 maart WK-kwalificatie № 356 «onderlinge duels» 15:00 uur | Luis Valencia 32' Edison Méndez 45' Edison Méndez 48' Luis Valencia 50' Marlon Ayoví 76' (pen.) |       | 9' (pen.) José Cardozo 14' Salvador Cabañas | Estadio Olímpico Atahualpa, Quito Toeschouwers: 32.449 Scheidsrechter: Gustavo Méndez (URU) |

|                                                   |                                        |       |                                        |                                                                                  |
| 30 maart WK-kwalificatie № 357 «onderlinge duels» | Peru                                   | 2 – 2 | Ecuador                                | Estadio Nacional, Lima Toeschouwers: 40.000 Scheidsrechter: Carlos Chandía (CHI) |
| 30 maart WK-kwalificatie № 357 «onderlinge duels» | Paolo Guerrero 1' Jefferson Farfán 58' |       | 4' Ulises de la Cruz 45' Luis Valencia | Estadio Nacional, Lima Toeschouwers: 40.000 Scheidsrechter: Carlos Chandía (CHI) |

|                                                  |                   |       |          |                                                                                        |
| 4 mei Vriendschappelijk № 358 «onderlinge duels» | Ecuador           | 1 – 0 | Paraguay | Giants Stadium, East Rutherford Toeschouwers: 5.000 Scheidsrechter: Terry Vaughn (USA) |
| 4 mei Vriendschappelijk № 358 «onderlinge duels» | Edison Méndez 51' |       |          | Giants Stadium, East Rutherford Toeschouwers: 5.000 Scheidsrechter: Terry Vaughn (USA) |

|                                                           |                                        |       |            |                                                                                           |
| 4 juni WK-kwalificatie № 359 «onderlinge duels» 16:00 uur | Ecuador                                | 2 – 0 | Argentinië | Estadio Olímpico Atahualpa, Quito Toeschouwers: 37.583 Scheidsrechter: Rubén Selman (CHI) |
| 4 juni WK-kwalificatie № 359 «onderlinge duels» 16:00 uur | Christian Lara 53' Agustín Delgado 89' |       |            | Estadio Olímpico Atahualpa, Quito Toeschouwers: 37.583 Scheidsrechter: Rubén Selman (CHI) |

|                                                           |                                                        |       |         |                                                                                             |
| 8 juni WK-kwalificatie № 360 «onderlinge duels» 15:00 uur | Colombia                                               | 3 – 0 | Ecuador | Estadio Metropolitano, Barranquilla Toeschouwers: 20.402 Scheidsrechter: Carlos Simon (BRA) |
| 8 juni WK-kwalificatie № 360 «onderlinge duels» 15:00 uur | Tressor Moreno 5' Tressor Moreno 9' Martín Arzuaga 70' |       |         | Estadio Metropolitano, Barranquilla Toeschouwers: 20.402 Scheidsrechter: Carlos Simon (BRA) |

|                                                              |                         |       |              |                                                                                         |
| 11 juni Vriendschappelijk № 361 «onderlinge duels» 20:45 uur | Ecuador                 | 1 – 1 | Italië       | Giants Stadium, East Rutherford Toeschouwers: 27.583 Scheidsrechter: Terry Vaughn (USA) |
| 11 juni Vriendschappelijk № 361 «onderlinge duels» 20:45 uur | Marlon Ayoví 18' (pen.) |       | 6' Luca Toni | Giants Stadium, East Rutherford Toeschouwers: 27.583 Scheidsrechter: Terry Vaughn (USA) |

|                                                        |                                                    |       |                   |                                                                                         |
| 17 augustus Vriendschappelijk № 362 «onderlinge duels» | Ecuador                                            | 3 – 1 | Venezuela         | Estadio Monumental, Guayaquil Toeschouwers: 10.000 Scheidsrechter: Carlos Vásquez (ECU) |
| 17 augustus Vriendschappelijk № 362 «onderlinge duels» | Félix Borja 7' Cristian Lara 40' Cristian Lara 67' |       | 70' Ruberth Morán | Estadio Monumental, Guayaquil Toeschouwers: 10.000 Scheidsrechter: Carlos Vásquez (ECU) |

|                                                                |                |       |                                        |                                                                                          |
| 3 september WK-kwalificatie № 363 «onderlinge duels» 15:00 uur | Bolivia        | 1 – 2 | Ecuador                                | Estadio Hernando Siles, La Paz Toeschouwers: 8.434 Scheidsrechter: Héctor Baldassi (ARG) |
| 3 september WK-kwalificatie № 363 «onderlinge duels» 15:00 uur | Doyle Vaca 41' |       | 8' Agustín Delgado 49' Agustín Delgado | Estadio Hernando Siles, La Paz Toeschouwers: 8.434 Scheidsrechter: Héctor Baldassi (ARG) |

|                                                              |         |       |         |                                                                                             |
| 8 oktober WK-kwalificatie № 364 «onderlinge duels» 16:00 uur | Ecuador | 0 – 0 | Uruguay | Estadio Olímpico Atahualpa, Quito Toeschouwers: 37.270 Scheidsrechter: Márcio Rezende (BRA) |
| 8 oktober WK-kwalificatie № 364 «onderlinge duels» 16:00 uur |         |       |         | Estadio Olímpico Atahualpa, Quito Toeschouwers: 37.270 Scheidsrechter: Márcio Rezende (BRA) |

|                                                               |       |       |         |                                                                                        |
| 12 oktober WK-kwalificatie № 365 «onderlinge duels» 21:30 uur | Chili | 0 – 0 | Ecuador | Estadio Nacional, Santiago Toeschouwers: 50.000 Scheidsrechter: Horacio Elizondo (ARG) |
| 12 oktober WK-kwalificatie № 365 «onderlinge duels» 21:30 uur |       |       |         | Estadio Nacional, Santiago Toeschouwers: 50.000 Scheidsrechter: Horacio Elizondo (ARG) |

|                                                                  |                                                          |       |         |                                                                                |
| 13 november Vriendschappelijk № 366 «onderlinge duels» 17:45 uur | Polen                                                    | 3 – 0 | Ecuador | Mini Estadi, Barcelona Toeschouwers: 6.000 Scheidsrechter: Xavier Moreno (ESP) |
| 13 november Vriendschappelijk № 366 «onderlinge duels» 17:45 uur | Tomasz Kłos 2' Euzebiusz Smolarek 58' Sebastian Mila 90' |       |         | Mini Estadi, Barcelona Toeschouwers: 6.000 Scheidsrechter: Xavier Moreno (ESP) |

|                                                   |                                   |       |                 |                                                                                    |
| 27 december Cairo LG Cup № 367 «onderlinge duels» | Senegal                           | 2 – 1 | Ecuador         | Cairo International Stadium, Caïro Toeschouwers: onbekend Scheidsrechter: onbekend |
| 27 december Cairo LG Cup № 367 «onderlinge duels» | Mamadou Camara 19' Sidi Keita 90' |       | 40' Félix Borja | Cairo International Stadium, Caïro Toeschouwers: onbekend Scheidsrechter: onbekend |

|                                                   |                                      |       |                  |                                                                                    |
| 29 december Cairo LG Cup № 368 «onderlinge duels» | Oeganda                              | 2 – 1 | Ecuador          | Cairo International Stadium, Caïro Toeschouwers: onbekend Scheidsrechter: onbekend |
| 29 december Cairo LG Cup № 368 «onderlinge duels» | Geofrey Massa 47' Martin Muwanga 53' |       | 2' Iván Kaviedes | Cairo International Stadium, Caïro Toeschouwers: onbekend Scheidsrechter: onbekend |

### 2006
|                                                       |                    |       |          |                                                                                      |
| 25 januari Vriendschappelijk № 369 «onderlinge duels» | Ecuador            | 1 – 0 | Honduras | Estadio Monumental, Guayaquil Toeschouwers: 10.000 Scheidsrechter: Pedro Ramos (ECU) |
| 25 januari Vriendschappelijk № 369 «onderlinge duels» | Darwin Caicedo 67' |       |          | Estadio Monumental, Guayaquil Toeschouwers: 10.000 Scheidsrechter: Pedro Ramos (ECU) |

|                                                              |                |       |         |                                                                                            |
| 1 maart Vriendschappelijk № 370 «onderlinge duels» 20:30 uur | Nederland      | 1 – 0 | Ecuador | Amsterdam Arena, Amsterdam Toeschouwers: 30.000 Scheidsrechter: Olegário Benquerença (POR) |
| 1 maart Vriendschappelijk № 370 «onderlinge duels» 20:30 uur | Dirk Kuijt 48' |       |         | Amsterdam Arena, Amsterdam Toeschouwers: 30.000 Scheidsrechter: Olegário Benquerença (POR) |

|                                                     |                 |       |         |                                                                                     |
| 30 maart Vriendschappelijk № 371 «onderlinge duels» | Japan           | 1 – 0 | Ecuador | Kyushu Sekiyu Dome, Oita Toeschouwers: 36.507 Scheidsrechter: Shamsul Maidin (SING) |
| 30 maart Vriendschappelijk № 371 «onderlinge duels» | Hisato Sato 86' |       |         | Kyushu Sekiyu Dome, Oita Toeschouwers: 36.507 Scheidsrechter: Shamsul Maidin (SING) |

|                                                   |                      |       |                |                                                                                         |
| 25 mei Vriendschappelijk № 372 «onderlinge duels» | Ecuador              | 1 – 1 | Colombia       | Giants Stadium, East Rutherford Toeschouwers: 59.000 Scheidsrechter: Terry Vaughn (USA) |
| 25 mei Vriendschappelijk № 372 «onderlinge duels» | Segundo Castillo 52' |       | 55' Elkin Soto | Giants Stadium, East Rutherford Toeschouwers: 59.000 Scheidsrechter: Terry Vaughn (USA) |

|                                                             |                                           |       |                    |                                                                                                 |
| 29 mei Vriendschappelijk № 373 «onderlinge duels» 19:00 uur | Macedonië                                 | 2 – 1 | Ecuador            | Estadio Teresa Rivero, Madrid Toeschouwers: 4.000 Scheidsrechter: Carlos del Cerro Grande (ESP) |
| 29 mei Vriendschappelijk № 373 «onderlinge duels» 19:00 uur | Goran Maznov 28' Igor Mitreski 73' (pen.) |       | 25' Carlos Tenorio | Estadio Teresa Rivero, Madrid Toeschouwers: 4.000 Scheidsrechter: Carlos del Cerro Grande (ESP) |

| WK-eindronde |
| ------------ |

|                                                        |       |           |                                        |                                                                                       |
| 9 juni WK-eindronde № 374 «onderlinge duels» 21:00 uur | Polen | 0 – 2     | Ecuador                                | Veltins-Arena, Gelsenkirchen Toeschouwers: 65.000 Scheidsrechter: Toru Kamikawa (JPN) |
| 9 juni WK-eindronde № 374 «onderlinge duels» 21:00 uur |       | (details) | 24' Carlos Tenorio 80' Agustín Delgado | Veltins-Arena, Gelsenkirchen Toeschouwers: 65.000 Scheidsrechter: Toru Kamikawa (JPN) |

|                                                         |                                                           |           |            |                                                                                     |
| 15 juni WK-eindronde № 375 «onderlinge duels» 15:00 uur | Ecuador                                                   | 3 – 0     | Costa Rica | HSH Nordbank Arena, Hamburg Toeschouwers: 50.000 Scheidsrechter: Coffi Codjia (BEN) |
| 15 juni WK-eindronde № 375 «onderlinge duels» 15:00 uur | Carlos Tenorio 8' Agustín Delgado 54' Iván Kaviedes 90+2' | (details) |            | HSH Nordbank Arena, Hamburg Toeschouwers: 50.000 Scheidsrechter: Coffi Codjia (BEN) |

|                                                         |         |           |                                                         |                                                                                    |
| 20 juni WK-eindronde № 376 «onderlinge duels» 16:00 uur | Ecuador | 0 – 3     | Duitsland                                               | Olympiastadion, Berlijn Toeschouwers: 72.000 Scheidsrechter: Valentin Ivanov (RUS) |
| 20 juni WK-eindronde № 376 «onderlinge duels» 16:00 uur |         | (details) | 4' Miroslav Klose 44' Miroslav Klose 57' Lukas Podolski | Olympiastadion, Berlijn Toeschouwers: 72.000 Scheidsrechter: Valentin Ivanov (RUS) |

|                                                         |                   |           |         |                                                                                                   |
| 25 juni WK-eindronde № 377 «onderlinge duels» 17:00 uur | Engeland          | 1 – 0     | Ecuador | Gottlieb-Daimler-Stadion, Stuttgart Toeschouwers: 52.000 Scheidsrechter: Frank De Bleeckere (BEL) |
| 25 juni WK-eindronde № 377 «onderlinge duels» 17:00 uur | David Beckham 60' | (details) |         | Gottlieb-Daimler-Stadion, Stuttgart Toeschouwers: 52.000 Scheidsrechter: Frank De Bleeckere (BEL) |

|  |  |  |  |  |  |  |  |  |

|                                                        |                      |       |                    |                                                                                         |
| 6 september Vriendschappelijk № 378 «onderlinge duels» | Ecuador              | 1 – 1 | Peru               | Giants Stadium, East Rutherford Toeschouwers: 20.566 Scheidsrechter: Terry Vaughn (USA) |
| 6 september Vriendschappelijk № 378 «onderlinge duels» | Cristian Benítez 14' |       | 75' Paolo Guerrero | Giants Stadium, East Rutherford Toeschouwers: 20.566 Scheidsrechter: Terry Vaughn (USA) |

|                                                       |                 |       |                   |                                                                                          |
| 10 oktober Vriendschappelijk № 379 «onderlinge duels» | Ecuador         | 1 – 2 | Brazilië          | Råsunda Stadion, Stockholm Toeschouwers: 34.572 Scheidsrechter: Stefan Johannesson (SWE) |
| 10 oktober Vriendschappelijk № 379 «onderlinge duels» | Félix Borja 22' |       | 44' Fred 74' Kaká | Råsunda Stadion, Stockholm Toeschouwers: 34.572 Scheidsrechter: Stefan Johannesson (SWE) |

### 2007
|                                                                 |                                   |       |                | |
| 18 januari Vriendschappelijk № 380 «onderlinge duels» 20:45 uur | Ecuador                           | 2 – 1 | Zweden         | Estadio Alejandro Serrano Aguilar, Cuenca Toeschouwers: 18.000 Scheidsrechter: Víctor Carrillo (PER) |
| 18 januari Vriendschappelijk № 380 «onderlinge duels» 20:45 uur | Edder Vaca 16' Carlos Tenorio 25' |       | 90' Rade Prica | Estadio Alejandro Serrano Aguilar, Cuenca Toeschouwers: 18.000 Scheidsrechter: Víctor Carrillo (PER) |

|                                                                 |                  |       |                     |                                                                                           |
| 21 januari Vriendschappelijk № 381 «onderlinge duels» 21:05 uur | Ecuador          | 1 – 1 | Zweden              | Estadio Olímpico Atahualpa, Quito Toeschouwers: 25.000 Scheidsrechter: Manuel Garay (PER) |
| 21 januari Vriendschappelijk № 381 «onderlinge duels» 21:05 uur | Edmundo Zura 82' |       | 69' Daniel Nannskog | Estadio Olímpico Atahualpa, Quito Toeschouwers: 25.000 Scheidsrechter: Manuel Garay (PER) |

|                                                               |                                                         |       |                    |                                                                                         |
| 25 maart Vriendschappelijk № 382 «onderlinge duels» 18:00 uur | Verenigde Staten                                        | 3 – 1 | Ecuador            | Raymond James Stadium, Tampa Toeschouwers: 31.547 Scheidsrechter: Silviu Petrescu (CAN) |
| 25 maart Vriendschappelijk № 382 «onderlinge duels» 18:00 uur | Landon Donovan 1' Landon Donovan 66' Landon Donovan 67' |       | 11' Felipe Caicedo | Raymond James Stadium, Tampa Toeschouwers: 31.547 Scheidsrechter: Silviu Petrescu (CAN) |

|                                                     |                                                                             |       |                                          |                                                                                      |
| 28 maart Vriendschappelijk № 383 «onderlinge duels» | Mexico                                                                      | 4 – 2 | Ecuador                                  | McAfee Coliseum, Oakland Toeschouwers: 47.416 Scheidsrechter: Baldomero Toledo (USA) |
| 28 maart Vriendschappelijk № 383 «onderlinge duels» | Francisco Palencia 1' Rafael Márquez 72' Omar Bravo 83' Adolfo Bautista 87' |       | 44' Carlos Tenorio 57' Giovanny Espinoza | McAfee Coliseum, Oakland Toeschouwers: 47.416 Scheidsrechter: Baldomero Toledo (USA) |

|                                                   |                      |       |                 |                                                                                         |
| 23 mei Vriendschappelijk № 384 «onderlinge duels» | Ecuador              | 1 – 1 | Ierland         | Giants Stadium, East Rutherford Toeschouwers: 20.823 Scheidsrechter: Jair Marrufo (USA) |
| 23 mei Vriendschappelijk № 384 «onderlinge duels» | Cristian Benítez 13' |       | 44' Kevin Doyle | Giants Stadium, East Rutherford Toeschouwers: 20.823 Scheidsrechter: Jair Marrufo (USA) |

|                                                             |                           |       |                                                  |                                                                                               |
| 3 juni Vriendschappelijk № 385 «onderlinge duels» 19:00 uur | Ecuador                   | 1 – 2 | Peru                                             | Estadio Vicente Calderón, Madrid Toeschouwers: 25.000 Scheidsrechter: Hugo López Puerta (ESP) |
| 3 juni Vriendschappelijk № 385 «onderlinge duels» 19:00 uur | Carlos Tenorio 10' (pen.) |       | 4' Jefferson Farfán 51' (e.d.) Ulises de la Cruz | Estadio Vicente Calderón, Madrid Toeschouwers: 25.000 Scheidsrechter: Hugo López Puerta (ESP) |

|                                                             |                                              |       |      |                                                                                 |
| 6 juni Vriendschappelijk № 386 «onderlinge duels» 21:00 uur | Ecuador                                      | 2 – 0 | Peru | Mini Estadi, Barcelona Toeschouwers: 20.000 Scheidsrechter: Felipe Crespo (ESP) |
| 6 juni Vriendschappelijk № 386 «onderlinge duels» 21:00 uur | Cristian Benítez 83' Ulises de la Cruz 90+3' |       |      | Mini Estadi, Barcelona Toeschouwers: 20.000 Scheidsrechter: Felipe Crespo (ESP) |

|                                                    |                                                     |       |                  |                                                                                             |
| 23 juni Vriendschappelijk № 387 «onderlinge duels» | Colombia                                            | 3 – 1 | Ecuador          | Estadio Metropolitano, Barranquilla Toeschouwers: 45.000 Scheidsrechter: Mayker Gómez (VEN) |
| 23 juni Vriendschappelijk № 387 «onderlinge duels» | Hugo Rodallega 16' Mario Yepes 30' Edixon Perea 79' |       | 10' Walter Ayoví | Estadio Metropolitano, Barranquilla Toeschouwers: 45.000 Scheidsrechter: Mayker Gómez (VEN) |

| Copa América |
| ------------ |

|                                                                 |                                                             |       |                                                | |
| 27 juni Copa América Groep B № 388 «onderlinge duels» 18:35 uur | Chili                                                       | 3 – 2 | Ecuador                                        | Estadio Polideportivo Cachamay, Puerto La Cruz Toeschouwers: 35.000 Scheidsrechter: Óscar Ruiz (COL) |
| 27 juni Copa América Groep B № 388 «onderlinge duels» 18:35 uur | Humberto Suazo 20' Humberto Suazo 80' Carlos Villanueva 87' |       | 16' Luis Antonio Valencia 23' Cristian Benítez | Estadio Polideportivo Cachamay, Puerto La Cruz Toeschouwers: 35.000 Scheidsrechter: Óscar Ruiz (COL) |

|                                                                |                                  |       |                   |                                                                                               |
| 1 juli Copa América Groep B № 389 «onderlinge duels» 18:20 uur | Mexico                           | 2 – 1 | Ecuador           | Estadio Monumental de Maturín, Maturín Toeschouwers: 52.000 Scheidsrechter: René Ortubé (BOL) |
| 1 juli Copa América Groep B № 389 «onderlinge duels» 18:20 uur | Nery Castillo 21' Omar Bravo 79' |       | 84' Edison Méndez | Estadio Monumental de Maturín, Maturín Toeschouwers: 52.000 Scheidsrechter: René Ortubé (BOL) |

|                                                                |                    |       |         | |
| 4 juli Copa América Groep B № 390 «onderlinge duels» 20:50 uur | Brazilië           | 1 – 0 | Ecuador | Estadio Olímpico Luis Ramos, Puerto La Cruz Toeschouwers: 38.000 Scheidsrechter: Sergio Pezzotta (ARG) |
| 4 juli Copa América Groep B № 390 «onderlinge duels» 20:50 uur | Robinho 56' (pen.) |       |         | Estadio Olímpico Luis Ramos, Puerto La Cruz Toeschouwers: 38.000 Scheidsrechter: Sergio Pezzotta (ARG) |

|  |  |  |  |  |  |  |  |  |

|                                                        |                             |       |         |                                                                                           |
| 22 augustus Vriendschappelijk № 391 «onderlinge duels» | Ecuador                     | 1 – 0 | Bolivia | Estadio Olímpico Atahualpa, Quito Toeschouwers: 8.000 Scheidsrechter: Albert Duarte (COL) |
| 22 augustus Vriendschappelijk № 391 «onderlinge duels» | Patricio Urrutia 35' (pen.) |       |         | Estadio Olímpico Atahualpa, Quito Toeschouwers: 8.000 Scheidsrechter: Albert Duarte (COL) |

|                                                        | |       |                        |                                                                                             |
| 8 september Vriendschappelijk № 392 «onderlinge duels» | Ecuador | 5 – 1 | El Salvador            | Estadio Olímpico Atahualpa, Quito Toeschouwers: 8.000 Scheidsrechter: Víctor Carrillo (PER) |
| 8 september Vriendschappelijk № 392 «onderlinge duels» | Cristian Lara 13' Cristian Benítez 29' Felipe Caicedo 45' Cristian Benítez 49' Patricio Urrutia 53' (pen.) |       | 36' Eliseo Quintanilla | Estadio Olímpico Atahualpa, Quito Toeschouwers: 8.000 Scheidsrechter: Víctor Carrillo (PER) |

|                                                         |                                         |       |                         | |
| 12 september Vriendschappelijk № 393 «onderlinge duels» | Honduras                                | 2 – 1 | Ecuador                 | Estadio Olímpico Metropolitano, San Pedro Sula Toeschouwers: 8.000 Scheidsrechter: Carlos Batres (GUA) |
| 12 september Vriendschappelijk № 393 «onderlinge duels» | Julio César de León 76' David Suazo 82' |       | 87' (pen.) Jorge Guagua | Estadio Olímpico Metropolitano, San Pedro Sula Toeschouwers: 8.000 Scheidsrechter: Carlos Batres (GUA) |

|                                                               |         |                     |           |                                                                                          |
| 13 oktober WK-kwalificatie № 394 «onderlinge duels» 17:50 uur | Ecuador | 0 – 1               | Venezuela | Estadio Olímpico Atahualpa, Quito Toeschouwers: 29.644 Scheidsrechter: René Ortubé (BOL) |
| 13 oktober WK-kwalificatie № 394 «onderlinge duels» 17:50 uur |         | 68' José Manuel Rey |           | Estadio Olímpico Atahualpa, Quito Toeschouwers: 29.644 Scheidsrechter: René Ortubé (BOL) |

|                                                               |                                                            |       |         |                                                                                                |
| 17 oktober WK-kwalificatie № 395 «onderlinge duels» 21:45 uur | Brazilië                                                   | 5 – 0 | Ecuador | Estádio do Maracanã, Rio de Janeiro Toeschouwers: 87.000 Scheidsrechter: Jorge Larrionda (URU) |
| 17 oktober WK-kwalificatie № 395 «onderlinge duels» 21:45 uur | Vágner Love 19' Ronaldinho 72' Kaká 77' Elano 83' Kaká 85' |       |         | Estádio do Maracanã, Rio de Janeiro Toeschouwers: 87.000 Scheidsrechter: Jorge Larrionda (URU) |

|                                                                |                                                                                                  |       |                   |                                                                                               |
| 17 november WK-kwalificatie № 396 «onderlinge duels» 20:10 uur | Paraguay                                                                                         | 5 – 1 | Ecuador           | Estadio Defensores del Chaco, Asunción Toeschouwers: 25.433 Scheidsrechter: Heber Lopes (BRA) |
| 17 november WK-kwalificatie № 396 «onderlinge duels» 20:10 uur | Nelson Valdez 8' Cristian Riveros 26' Roque Santa Cruz 50' Néstor Ayala 82' Cristian Riveros 87' |       | 79' Iván Kaviedes | Estadio Defensores del Chaco, Asunción Toeschouwers: 25.433 Scheidsrechter: Heber Lopes (BRA) |

|                                                                |                                                                                         |       |                    |                                                                                             |
| 21 november WK-kwalificatie № 397 «onderlinge duels» 16:30 uur | Ecuador                                                                                 | 5 – 1 | Peru               | Estadio Olímpico Atahualpa, Quito Toeschouwers: 28.557 Scheidsrechter: Carlos Chandía (CHI) |
| 21 november WK-kwalificatie № 397 «onderlinge duels» 16:30 uur | Walter Ayoví 10' Iván Kaviedes 24' Edison Méndez 44' Walter Ayoví 48' Edison Méndez 62' |       | 86' Andrés Mendoza | Estadio Olímpico Atahualpa, Quito Toeschouwers: 28.557 Scheidsrechter: Carlos Chandía (CHI) |

### 2008
|                                                     |                                                          |       |                     |                                                                           |
| 26 maart Vriendschappelijk № 398 «onderlinge duels» | Ecuador                                                  | 3 – 1 | Haïti               | Estadio La Cocha, Latacunga Toeschouwers: 10.000 Scheidsrechter: onbekend |
| 26 maart Vriendschappelijk № 398 «onderlinge duels» | Segundo Castillo 45' Walter Ayoví 59' Carlos Tenorio 61' |       | 5' Davidson Charles | Estadio La Cocha, Latacunga Toeschouwers: 10.000 Scheidsrechter: onbekend |

|                                                             |                                         |       |         |                                                                                    |
| 27 mei Vriendschappelijk № 399 «onderlinge duels» 21:00 uur | Frankrijk                               | 2 – 0 | Ecuador | Stade des Alpes, Grenoble Toeschouwers: 20.000 Scheidsrechter: Paul Allaerts (BEL) |
| 27 mei Vriendschappelijk № 399 «onderlinge duels» 21:00 uur | Bafétimbi Gomis 60' Bafétimbi Gomis 86' |       |         | Stade des Alpes, Grenoble Toeschouwers: 20.000 Scheidsrechter: Paul Allaerts (BEL) |

|                                                            |                       |       |                      |                                                                                         |
| 15 juni WK-kwalificatie № 400 «onderlinge duels» 18:10 uur | Argentinië            | 1 – 1 | Ecuador              | Estadio Monumental, Buenos Aires Toeschouwers: 41.167 Scheidsrechter: René Ortubé (BOL) |
| 15 juni WK-kwalificatie № 400 «onderlinge duels» 18:10 uur | Rodrigo Palacio 90+3' |       | 68' Patricio Urrutia | Estadio Monumental, Buenos Aires Toeschouwers: 41.167 Scheidsrechter: René Ortubé (BOL) |

|                                                            |         |       |          |                                                                                              |
| 18 juni WK-kwalificatie № 401 «onderlinge duels» 17:00 uur | Ecuador | 0 – 0 | Colombia | Estadio Olímpico Atahualpa, Quito Toeschouwers: 33.588 Scheidsrechter: Héctor Baldassi (ARG) |
| 18 juni WK-kwalificatie № 401 «onderlinge duels» 17:00 uur |         |       |          | Estadio Olímpico Atahualpa, Quito Toeschouwers: 33.588 Scheidsrechter: Héctor Baldassi (ARG) |

|                                                                  |                      |       |          |                                                                                       |
| 20 augustus Vriendschappelijk № 402 «onderlinge duels» 20:30 uur | Ecuador              | 1 – 0 | Colombia | Giants Stadium, East Rutherford Toeschouwers: 10.000 Scheidsrechter: Alex Trull (USA) |
| 20 augustus Vriendschappelijk № 402 «onderlinge duels» 20:30 uur | Cristian Benítez 39' |       |          | Giants Stadium, East Rutherford Toeschouwers: 10.000 Scheidsrechter: Alex Trull (USA) |

|                                                                |                                                                  |       |                    |                                                                                         |
| 6 september WK-kwalificatie № 403 «onderlinge duels» 16:10 uur | Ecuador                                                          | 3 – 1 | Bolivia            | Estadio Olímpico Atahualpa, Quito Toeschouwers: 35.000 Scheidsrechter: Pablo Pozo (CHI) |
| 6 september WK-kwalificatie № 403 «onderlinge duels» 16:10 uur | Felipe Caicedo 21' Edison Méndez 51' (pen.) Cristian Benítez 72' |       | 40' Joaquín Botero | Estadio Olímpico Atahualpa, Quito Toeschouwers: 35.000 Scheidsrechter: Pablo Pozo (CHI) |

|                                                                 |         |       |         |                                                                                      |
| 10 september WK-kwalificatie № 404 «onderlinge duels» 17:40 uur | Uruguay | 0 – 0 | Ecuador | Estadio Centenario, Montevideo Toeschouwers: 45.000 Scheidsrechter: Óscar Ruiz (COL) |
| 10 september WK-kwalificatie № 404 «onderlinge duels» 17:40 uur |         |       |         | Estadio Centenario, Montevideo Toeschouwers: 45.000 Scheidsrechter: Óscar Ruiz (COL) |

|                                                               |                      |       |       |                                                                                             |
| 12 oktober WK-kwalificatie № 405 «onderlinge duels» 16:55 uur | Ecuador              | 1 – 0 | Chili | Estadio Olímpico Atahualpa, Quito Toeschouwers: 33.079 Scheidsrechter: Martín Vázquez (URU) |
| 12 oktober WK-kwalificatie № 405 «onderlinge duels» 16:55 uur | Cristian Benítez 70' |       |       | Estadio Olímpico Atahualpa, Quito Toeschouwers: 33.079 Scheidsrechter: Martín Vázquez (URU) |

|                                                               |                                                              |       |                | |
| 15 oktober WK-kwalificatie № 406 «onderlinge duels» 20:30 uur | Venezuela                                                    | 3 – 1 | Ecuador        | Estadio Olímpico Luis Ramos, Puerto La Cruz Toeschouwers: 10.581 Scheidsrechter: Enrique Osses (CHI) |
| 15 oktober WK-kwalificatie № 406 «onderlinge duels» 20:30 uur | Giancarlo Maldonado 48' Alejandro Moreno 56' Juan Arango 67' |       | 12' Isaac Mina | Estadio Olímpico Luis Ramos, Puerto La Cruz Toeschouwers: 10.581 Scheidsrechter: Enrique Osses (CHI) |

|                                                                  |               |       |                                       |                                                                             |
| 12 november Vriendschappelijk № 407 «onderlinge duels» 21:00 uur | Ecuador       | 1 – 2 | Mexico                                | Chase Field, Phoenix Toeschouwers: onbekend Scheidsrechter: Alex Prus (USA) |
| 12 november Vriendschappelijk № 407 «onderlinge duels» 21:00 uur | Isaac Mina 8' |       | 50' Leobardo López 90+3' Matías Vuoso | Chase Field, Phoenix Toeschouwers: onbekend Scheidsrechter: Alex Prus (USA) |

|                                                                 |      |                    |         |                                                                                              |
| 17 december Arabian Gulf Cup № 408 «onderlinge duels» 17:30 uur | Iran | 0 – 1              | Ecuador | Sultan Qaboos Sports Complex, Muscat Toeschouwers: 5.000 Scheidsrechter: M Al-Ghatrifi (OMA) |
| 17 december Arabian Gulf Cup № 408 «onderlinge duels» 17:30 uur |      | 56' Fidel Martínez |         | Sultan Qaboos Sports Complex, Muscat Toeschouwers: 5.000 Scheidsrechter: M Al-Ghatrifi (OMA) |

|                                                                 |                                     |       |         |                                                                                         |
| 19 december Arabian Gulf Cup № 409 «onderlinge duels» 17:30 uur | Oman                                | 2 – 0 | Ecuador | Sultan Qaboos Sports Complex, Muscat Toeschouwers: 9.000 Scheidsrechter: M Merdas (OMA) |
| 19 december Arabian Gulf Cup № 409 «onderlinge duels» 17:30 uur | Amad Al-Hosni 37' Amad Al-Hosni 75' |       |         | Sultan Qaboos Sports Complex, Muscat Toeschouwers: 9.000 Scheidsrechter: M Merdas (OMA) |

### 2009
|                                                             |                     |       |                    |                                                                                             |
| 29 maart WK-kwalificatie № 410 «onderlinge duels» 16:00 uur | Ecuador             | 1 – 1 | Brazilië           | Estadio Olímpico Atahualpa, Quito Toeschouwers: 40.000 Scheidsrechter: Carlos Chandía (CHI) |
| 29 maart WK-kwalificatie № 410 «onderlinge duels» 16:00 uur | Christian Noboa 89' |       | 72' Júlio Baptista | Estadio Olímpico Atahualpa, Quito Toeschouwers: 40.000 Scheidsrechter: Carlos Chandía (CHI) |

|                                                            |                     |       |                     |                                                                                            |
| 1 april WK-kwalificatie № 411 «onderlinge duels» 16:20 uur | Ecuador             | 1 – 1 | Paraguay            | Estadio Olímpico Atahualpa, Quito Toeschouwers: 36.853 Scheidsrechter: Wilmar Roldán (COL) |
| 1 april WK-kwalificatie № 411 «onderlinge duels» 16:20 uur | Christian Noboa 63' |       | 90+3' Edgar Benítez | Estadio Olímpico Atahualpa, Quito Toeschouwers: 36.853 Scheidsrechter: Wilmar Roldán (COL) |

|                                                             |                      |       |                                                      |                                                                                           |
| 27 mei Vriendschappelijk № 412 «onderlinge duels» 20:00 uur | Ecuador              | 1 – 3 | El Salvador                                          | Memorial Coliseum, Los Angeles Toeschouwers: 28.793 Scheidsrechter: Ricardo Salazar (USA) |
| 27 mei Vriendschappelijk № 412 «onderlinge duels» 20:00 uur | Jefferson Montero 7' |       | 10' Osael Romero 45' Rudis Corrales 51' Osael Romero | Memorial Coliseum, Los Angeles Toeschouwers: 28.793 Scheidsrechter: Ricardo Salazar (USA) |

|                                                           |                        |       |                                          |                                                                                       |
| 7 juni WK-kwalificatie № 413 «onderlinge duels» 15:30 uur | Peru                   | 1 – 2 | Ecuador                                  | Estadio Monumental "U", Lima Toeschouwers: 17.050 Scheidsrechter: Carlos Torres (PAR) |
| 7 juni WK-kwalificatie № 413 «onderlinge duels» 15:30 uur | Juan Manuel Vargas 52' |       | 38' Jefferson Montero 58' Carlos Tenorio | Estadio Monumental "U", Lima Toeschouwers: 17.050 Scheidsrechter: Carlos Torres (PAR) |

|                                                            |                                     |       |            |                                                                                             |
| 10 juni WK-kwalificatie № 414 «onderlinge duels» 16:00 uur | Ecuador                             | 2 – 0 | Argentinië | Estadio Olímpico Atahualpa, Quito Toeschouwers: 36.359 Scheidsrechter: Carlos Chandía (CHI) |
| 10 juni WK-kwalificatie № 414 «onderlinge duels» 16:00 uur | Walter Ayoví 72' Pablo Palacios 83' |       |            | Estadio Olímpico Atahualpa, Quito Toeschouwers: 36.359 Scheidsrechter: Carlos Chandía (CHI) |

|                                                                  |         |       |         |                                                                                           |
| 12 augustus Vriendschappelijk № 415 «onderlinge duels» 20:40 uur | Ecuador | 0 – 0 | Jamaica | Giants Stadium, East Rutherford Toeschouwers: onbekend Scheidsrechter: Jair Marrufo (USA) |
| 12 augustus Vriendschappelijk № 415 «onderlinge duels» 20:40 uur |         |       |         | Giants Stadium, East Rutherford Toeschouwers: onbekend Scheidsrechter: Jair Marrufo (USA) |

|                                                                |                                              |       |         |                                                                                                |
| 5 september WK-kwalificatie № 416 «onderlinge duels» 15:30 uur | Colombia                                     | 2 – 0 | Ecuador | Estadio Atanasio Girardot, Medellín Toeschouwers: 42.000 Scheidsrechter: Sergio Pezzotta (ARG) |
| 5 september WK-kwalificatie № 416 «onderlinge duels» 15:30 uur | Jackson Martínez 82' Teófilo Gutiérrez 90+4' |       |         | Estadio Atanasio Girardot, Medellín Toeschouwers: 42.000 Scheidsrechter: Sergio Pezzotta (ARG) |

|                                                                |                       |       |                                                                 |                                                                                           |
| 9 september WK-kwalificatie № 417 «onderlinge duels» 15:00 uur | Bolivia               | 1 – 3 | Ecuador                                                         | Estadio Hernando Siles, La Paz Toeschouwers: 10.200 Scheidsrechter: Héctor Baldassi (ARG) |
| 9 september WK-kwalificatie № 417 «onderlinge duels» 15:00 uur | Gerardo Yecerotte 85' |       | 4' Edison Méndez 46' Luis Antonio Valencia 56' Cristian Benítez | Estadio Hernando Siles, La Paz Toeschouwers: 10.200 Scheidsrechter: Héctor Baldassi (ARG) |

|                                                               |                      |       |                                           |                                                                                              |
| 10 oktober WK-kwalificatie № 418 «onderlinge duels» 17:00 uur | Ecuador              | 1 – 2 | Uruguay                                   | Estadio Olímpico Atahualpa, Quito Toeschouwers: 42.700 Scheidsrechter: Salvio Fagundes (BRA) |
| 10 oktober WK-kwalificatie № 418 «onderlinge duels» 17:00 uur | Antonio Valencia 67' |       | 69' Luis Suárez 90+4' (pen.) Diego Forlán | Estadio Olímpico Atahualpa, Quito Toeschouwers: 42.700 Scheidsrechter: Salvio Fagundes (BRA) |

|                                                     |                    |       |         | |
| 15 oktober WK-kwalificatie № 419 «onderlinge duels» | Chili              | 1 – 0 | Ecuador | Estadio Monumental David Arellano, Santiago Toeschouwers: 47.000 Scheidsrechter: Carlos Torres (PAR) |
| 15 oktober WK-kwalificatie № 419 «onderlinge duels» | Humberto Suazo 53' |       |         | Estadio Monumental David Arellano, Santiago Toeschouwers: 47.000 Scheidsrechter: Carlos Torres (PAR) |

FEF · A-internationals · Bondscoaches · Selecties · Statistieken · Ecuadoraans vrouwenelftal · Olympisch elftal · Ecuador U21 · Ecuador U20 · Ecuador U18 · Ecuador U17
1938 – 1949 ·
1950 – 1959 ·
1960 – 1969 ·
1970 – 1979 ·
1980 – 1989 ·
1990 – 1999 ·
2000 – 2009 ·
2010 – 2019 ·
2020 − 2029
WK 2002 · 
WK 2006 · 
WK 2014
1938 · 
1939 · 
1940 · 
1941 · 
1942 · 
1943 · 1944 · 
1945 · 
1946 · 
1947 · 
1948 · 
1949 · 
1950 · 1951 · 1952 · 
1953 · 
1954 · 
1955 · 
1956 · 
1957 · 
1958 · 
1959 · 
1960 · 
1961 · 1962 · 
1963 · 
1964 · 
1965 · 
1966 · 
1967 · 1968 · 
1969 · 
1970 · 
1971 · 
1972 · 
1973 · 
1974 · 
1975 · 
1976 · 
1977 · 
1978 · 
1979 · 
1980 · 
1981 · 
1982 · 
1983 · 
1984 · 
1985 · 
1986 · 
1987 · 
1988 · 
1989 · 
1990 · 
1991 · 
1992 · 
1993 · 
1994 · 
1995 · 
1996 · 
1997 · 
1998 · 
1999 · 
2000 · 
2001 · 
2002 · 
2003 · 
2004 · 
2005 · 
2006 · 
2007 · 
2008 · 
2009 · 
2010 · 
2011 · 
2012 · 
2013 · 
2014 · 
2015 · 
2016 · 
2017 ·
2018 ·
2019 ·
2020 ·
2021 ·
2022
Argentinië ·
Armenië ·
Australië ·
Bolivia · 
Brazilië ·
Bulgarije ·
Canada ·
Chili ·
Colombia ·
Costa Rica ·
Cuba ·
Denemarken ·
DDR ·
Duitsland ·
El Salvador ·
Engeland ·
Estland ·
Finland ·
Frankrijk ·
Griekenland ·
Guatemala ·
Haïti ·
Honduras ·
Ierland ·
Irak ·
Iran ·
Italië ·
Jamaica ·
Japan ·
Joegoslavië ·
Jordanië ·
Kaapverdië ·
Koeweit ·
Kroatië · 
Libanon ·
Mexico ·
Nederland ·
Nigeria ·
Noord-Macedonië ·
Oeganda ·
Oman ·
Panama ·
Paraguay ·
Peru ·
Polen ·
Portugal ·
Qatar ·
Roemenië ·
Saoedi-Arabië ·
Schotland ·
Senegal ·
Spanje ·
Trinidad en Tobago ·
Turkije · 
Uruguay ·
Venezuela ·
Verenigde Staten ·
Wit-Rusland ·
Zambia ·
Zuid-Afrika ·
Zuid-Korea ·
Zweden ·
Zwitserland
Costa Rica (2006) · 
Duitsland (2006) · 
Engeland (2006) · 
Frankrijk (2014) · 
Honduras (2014) · 
Nederland (2022) · 
Polen (2006) · 
Qatar (2022) · 
Zwitserland (2014)
AFC-zone: Afghanistan · Australië · Bahrein · Bangladesh · Bhutan · Brunei · Cambodja · China · Filipijnen · Guam · Hongkong · India · Indonesië · Iran · Irak · Japan · Jemen · Jordanië · Koeweit · Kirgizië · Laos · Libanon · Macau · Maleisië · Maldiven · Mongolië · Myanmar · Nepal · Noord-Korea · Oezbekistan · Oman · Oost-Timor · Pakistan · Palestina · Qatar · Saoedi-Arabië · Singapore · Sri Lanka · Syrië · Tadzjikistan · Taiwan · Thailand · Turkmenistan · Verenigde Arabische Emiraten · Vietnam · Zuid-Korea

CAF-zone: Algerije · Angola · Benin · Botswana · Burkina Faso · Burundi · Centraal-Afrikaanse Republiek · Comoren · Congo-Brazzaville · Congo-Kinshasa · Djibouti · Egypte · Equatoriaal-Guinea · Eritrea · Ethiopië · Gabon · Gambia · Ghana · Guinee · Guinee-Bissau · Ivoorkust · Kaapverdië · Kameroen · Kenia · Lesotho · Liberia · Libië · Madagaskar · Malawi · Mali  ·Mauritanië · Mauritius · Marokko · Mozambique · Namibië · Niger · Nigeria · Oeganda · Rwanda · Sao Tomé en Principe · Senegal · Seychellen · Sierra Leone · Soedan · Somalië · Swaziland · Tanzania · Togo · Tsjaad · Tunesië · Zambia · Zimbabwe · Zuid-Afrika

CONCACAF-zone: Amerikaanse Maagdeneilanden · Anguilla · Antigua en Barbuda · Aruba · Bahama's · Barbados · Belize · Bermuda · Britse Maagdeneilanden · Canada · Kaaimaneilanden · Costa Rica · Cuba · Dominica · Dominicaanse Republiek · El Salvador · Frans Guyana · Grenada · Guadeloupe · Guatemala · Guyana · Haïti · Honduras · Jamaica · Martinique · Mexico · Montserrat · 
Nicaragua · Panama · Puerto Rico · Saint Kitts en Nevis · Saint Lucia · Saint Vincent en de Grenadines · Sint Maarten · Suriname · Trinidad en Tobago · Turks- en Caicoseilanden · Verenigde Staten

CONMEBOL-zone: Argentinië · Bolivia · Brazilië · Chili · Colombia · Ecuador · Paraguay · Peru · Uruguay · Venezuela

OFC-zone: Amerikaans-Samoa · Cookeilanden · Fiji · Nieuw-Caledonië · Nieuw-Zeeland · Papoea-Nieuw-Guinea · Samoa · Salomoneilanden · Tahiti · Tonga · Vanuatu

UEFA-zone: Albanië · Andorra · Armenië · Azerbeidzjan · België · Bosnië en Herzegovina · Bulgarije · Cyprus · Denemarken · Duitsland · Engeland · Estland · Faeröer · Finland · Frankrijk · Georgië · Griekenland · Hongarije · IJsland · Ierland · Israël · Italië · Kazachstan · Kroatië · Letland · Liechtenstein · Litouwen · Luxemburg · Macedonië · Malta · Moldavië · Montenegro · Nederland · Noord-Ierland · Noorwegen · Oekraïne · Oostenrijk · Polen · Portugal · Roemenië · Rusland · San Marino · Schotland · Servië · Servië en Montenegro · Slovenië · Slowakije · Spanje · Tsjechië · Turkije · Wales · Wit-Rusland · Zweden · Zwitserland